# Miliva
Miliva (en serbe cyrillique : Милива) est une localité de Serbie située dans la municipalité de Despotovac, district de Pomoravlje. Au recensement de 2011, elle comptait 1 063 habitants.
Miliva, officiellement classée parmi les villages de Serbie, est située sur les bords de la Resava.

## Démographie

### Évolution historique de la population
| 1948  | 1953  | 1961  | 1971  | 1981  | 1991  | 2002  | 2011  |
| ----- | ----- | ----- | ----- | ----- | ----- | ----- | ----- |
| 1 418 | 1 499 | 1 651 | 1 531 | 1 537 | 1 421 | 1 059 | 1 063 |

|  |